# Lac de Villerest
Pour les articles homonymes, voir Villerest.
Le lac de Villerest est un lac de barrage situé sur la Loire en amont (au sud) de Roanne.
La retenue s'étend sur 770 ha[réf. nécessaire] et 36 km de long.

## Situation
Le barrage de Villerest est implanté sur les communes de Villerest et Commelle-Vernay.

## Historique
Sa construction débute en 1976 et il est mis en service en 1985.

## Caractéristiques
- Superficie : 770 hectares[2]
- Longueur : 36 km[1]

L'évacuateur de crues de surface comprend 7 pertuis à crête déversante. S'y ajoute un évacuateur de mi-fond comprenant 5 pertuis équipés de vannes segment.

## Usages
Le premier et principal usage est l'écrêtement des crues et le soutien des étiages pour la Loire en aval, en relation avec le barrage de Naussac. 

Un usage secondaire est la production d'énergie hydro-électrique. 

S'y trouvent aussi des activités touristiques qui intéressent directement les communes riveraines ; en 2008 ce tourisme est qualifié de « limité », handicapé par les variations de niveau sur l'année et la pollution importante de l'eau - et donc des poissons, dont la vente est interdite et la consommation déconseillée pour cette raison.
La plage de Villerest offre de nombreuses possibilités de loisirs : activités nautiques, baignade surveillée l'été, mini-golfs, aire de jeux, etc.
Chaque année à la mi-Juin a lieu le Triathlon de Roanne-Villerest, dont 2013 a été la 28e édition.

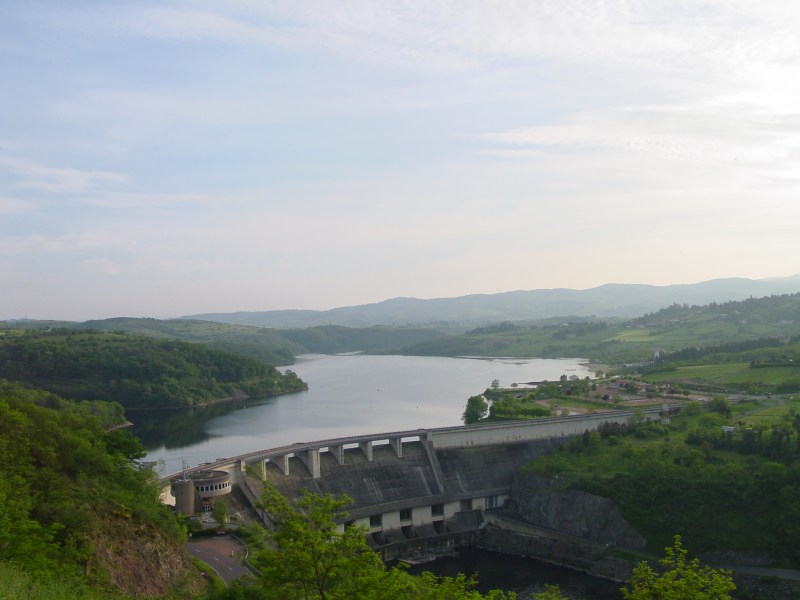
Le barrage et le lac
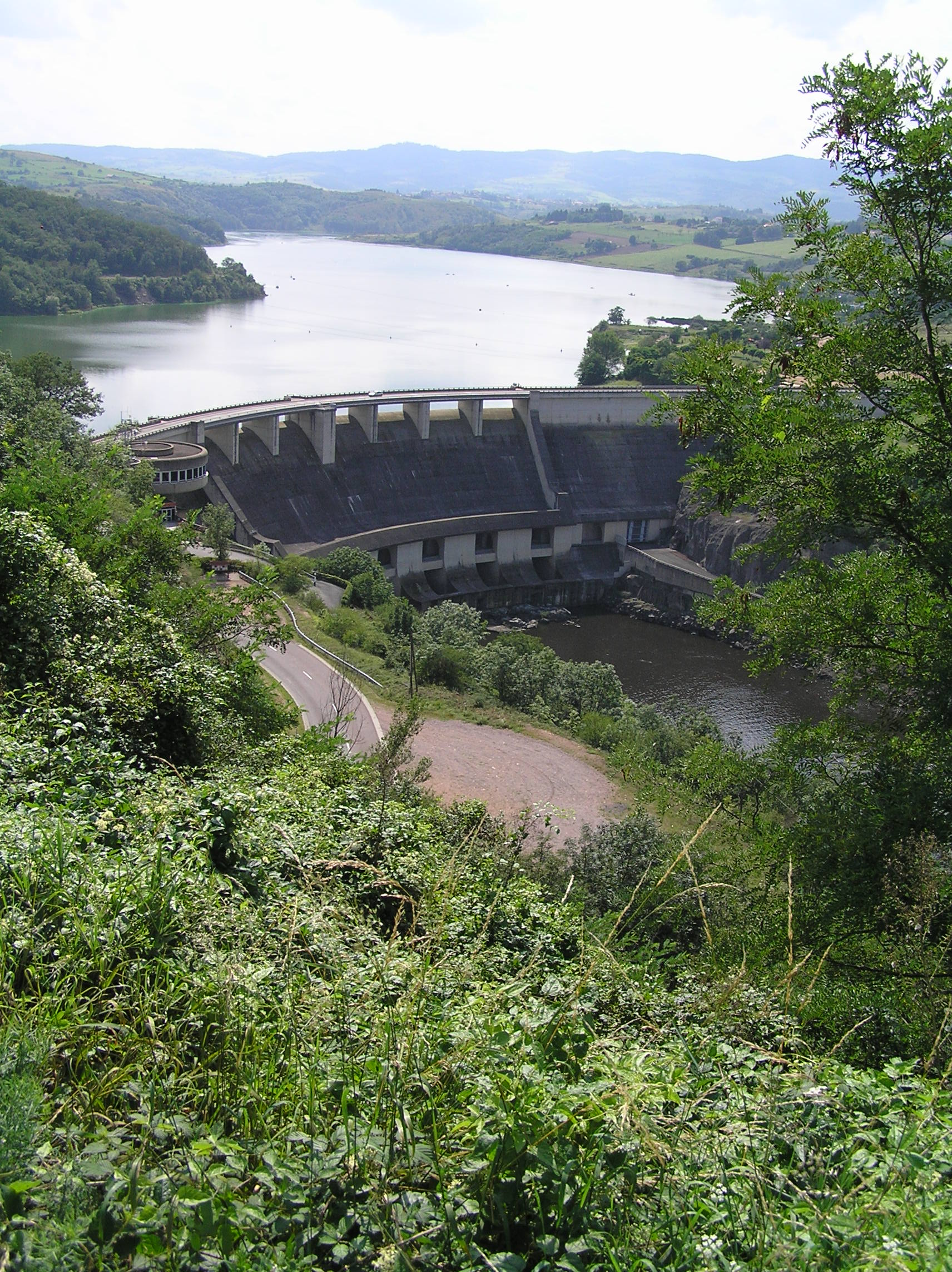
Le barrage et le lac de Villerest
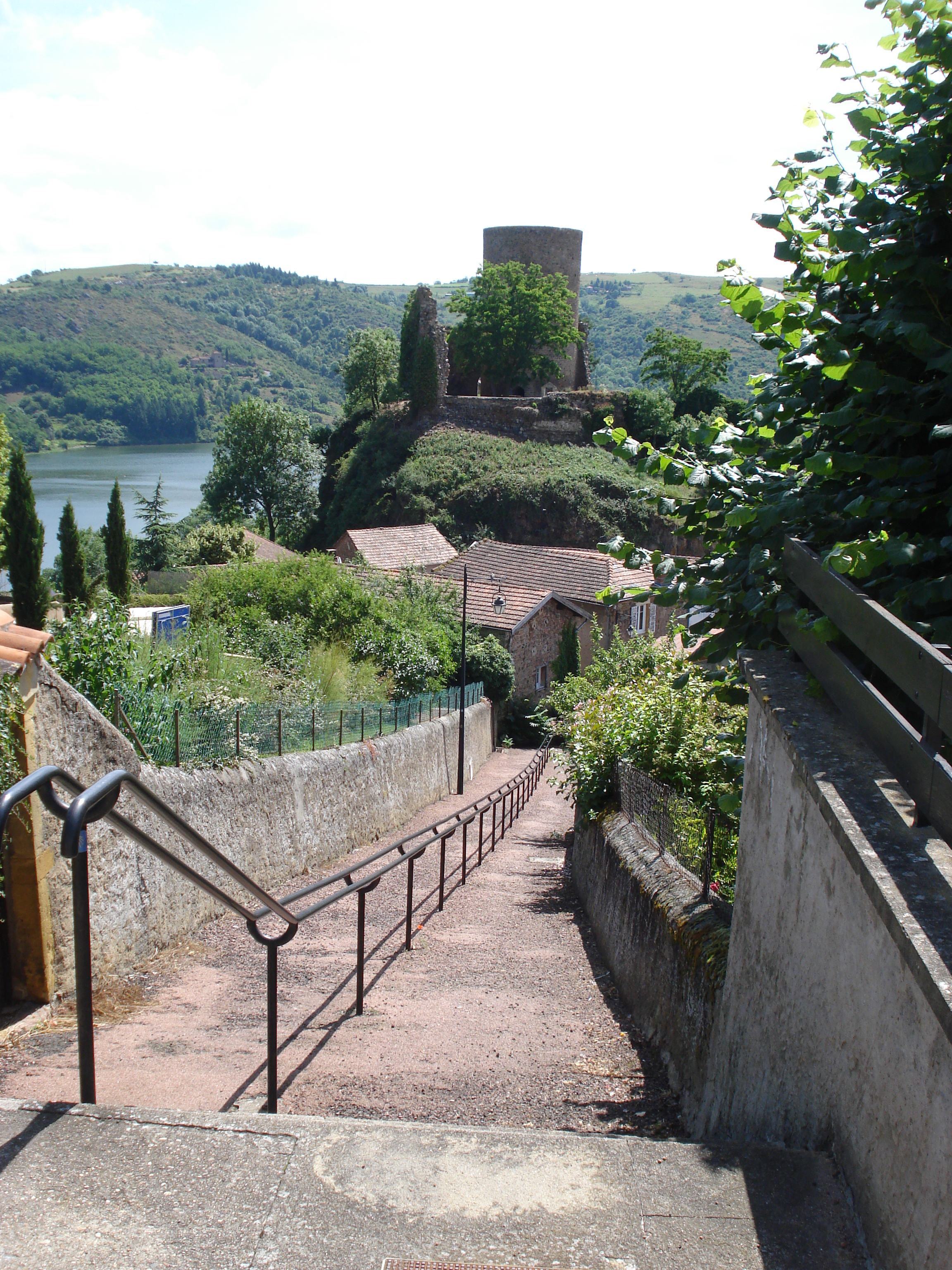
Le lac au pied de Saint-Maurice-sur-Loire

## Lieux et monuments
- Gorges de la Loire
- Barrage de Villerest
- Bourgs médiévaux de Villerest et de Saint-Jean Saint-Maurice
- Château de la Roche
- Musée de l’heure et du feu à Villerest
- Belvédères de Commelle-Vernay
- Point de vue du Pet d’Ane
- Train touristique des belvédères de Commelle-Vernay